# Anna Gabler
Anna Gabler (geb. 1973 in München) ist eine deutsche Opernsängerin (Sopran), die besonders für ihre Wagner-Partien bekannt ist.

## Leben
Gabler wurde in München geboren und studierte an der Hochschule für Musik und Theater München. Während ihres Studiums wurde sie Mitglied des Jungen Ensembles der Bayerischen Staatsoper.
Es folgten Festengagements an die Deutsche Oper am Rhein und an das Staatstheater Nürnberg. Daneben nahm sie wiederholt Einladungen an die Bayerische Staatsoper und die Semperoper Dresden an und sang dort unter Ivor Bolton, Fabio Luisi und Peter Schneider. Ihr Debüt an der Semperoper gab sie als Gretel in Hänsel und Gretel in einer Neuinszenierung von Katharina Thalbach, Wiederaufnahmen von Die lustige Witwe und Der Freischütz folgten, sowie die Rolle der Tochter in einer Neuinszenierung der Oper Cardillac.
In Bayreuth sang sie ab 2007 unter Christian Thielemann die Ortlinde in der Walküre und wurde 2009 mit der Rolle der Senta in der ersten Kinderopernproduktion des Fliegenden Holländers betraut. Internationale Gastspiele führten sie ans Théâtre de la Monnaie in Brüssel, das Théâtre du Chatelet in Paris, die Hamburgische Staatsoper unter Simone Young, als Eva in Die Meistersinger von Nürnberg zum Glyndebourne Festival unter Wladimir Jurowski und als Rosalinde in Die Fledermaus an das New National Theatre in Tokio, wo sie auch im Frühling 2014 ihr Rollendebüt als Arabella gegeben hat.
2012 wurde sie als Gutrune an die Bayerische Staatsoper in München in der Neuinszenierung der Götterdämmerung eingeladen. Für die herausragende interpretatorische Leistung in dieser Inszenierung erhielt sie den „Festpielpreis der Bayerischen Opernfestspiele 2012“.
Im März 2013 gab sie ihr Rollendebüt als Senta in Bologna. Im Sommer 2013 sang sie erstmals bei den Salzburger Festspielen die Eva in Die Meistersinger von Nürnberg in einer Neuproduktion unter Leitung von Daniele Gatti.
In Konzerten und konzertanten Opernaufführungen sang sie unter anderem  Mahlers 8. Sinfonie in der Tonhalle Düsseldorf, das Requiem von Verdi unter Yutaka Sado im Berliner Konzerthaus, Mariana im Liebesverbot von Wagner in der Alten Oper Frankfurt unter Sebastian Weigle, Ortlinde in der Walküre mit den Berliner Philharmonikern unter Sir Simon Rattle und Beethovens 9. Sinfonie in Hiroshima und Tokio unter der Leitung von Eiji Oue.
Im Herbst 2014 gab sie ihr Debüt an der Oper in Helsinki mit Orchesterliedern von Richard Strauss.
Anna Gabler arbeitete zusammen mit Regisseuren wie Andreas Kriegenburg, Stefan Herheim, David McVicar, Christof Loy und Katharina Thalbach.